# Filip II.
Filip II. ali Filip mlajši (latinsko Marcus Julius Philippus Severus), sin in naslednik rimskega cesarja Filipa Arabca in njegove žene Marcije Otacilije Severine, * 238, † 249.
Z rimskih kovancev je razvidno, da je imel sestro Julijo Severino ali Severino, katere pisni viri ne omenjajo, in brata Kvinta Filipa Severja.
Ko je njegov oče Filip Arabec leta 244 postal rimski cesar, ga je imenoval za cezarja. Leta 247 je postal konzul, malo kasneje pa ga  je oče povišal v avgusta in svojega sovladarja.
Filip Arabec je bil leta 249 ubit v bitki s svojim naslednikom Decijem. Ko so novice o njegovi smrti dosegle Rim, je pretorijanska garda Filipa mlajšega ubila, čeprav je imel komaj enajst let. 

## Vira
- X. Loriot, Chronologie du règne de Philippe l'Arabe (244−249 après J.C.), Aufstieg und Niedergang der römischen Welt, II. del, 2, de Gruyter, Berlin 1975, ISBN 3-11-004971-6, S. 788–797.
- M. Peachin, Roman Imperial Titulature and Chronology, A. D. 235–284, Gieben, Amsterdam 1990, ISBN 90-5063-034-0, str. 31, 62–66.